# جورج إرنست دراغان
جورج إرنست دراغان هو سياسي كندي، ولد في 22 فبراير 1898 بمانيتوبا في كندا، وتوفي في 29 يناير 1965 في نفس البلد. انتخب عضو المجلس التشريعي من ساسكاتشوان.